# 尤夸伊金
尤夸伊金（西班牙語：Yucuaiquín）是薩爾瓦多的城鎮，位於該國東部，由拉烏尼翁省負責管轄，面積55.18平方公里，海拔高度450米，2007年人口7,294，人口密度每平方公里132.19人。

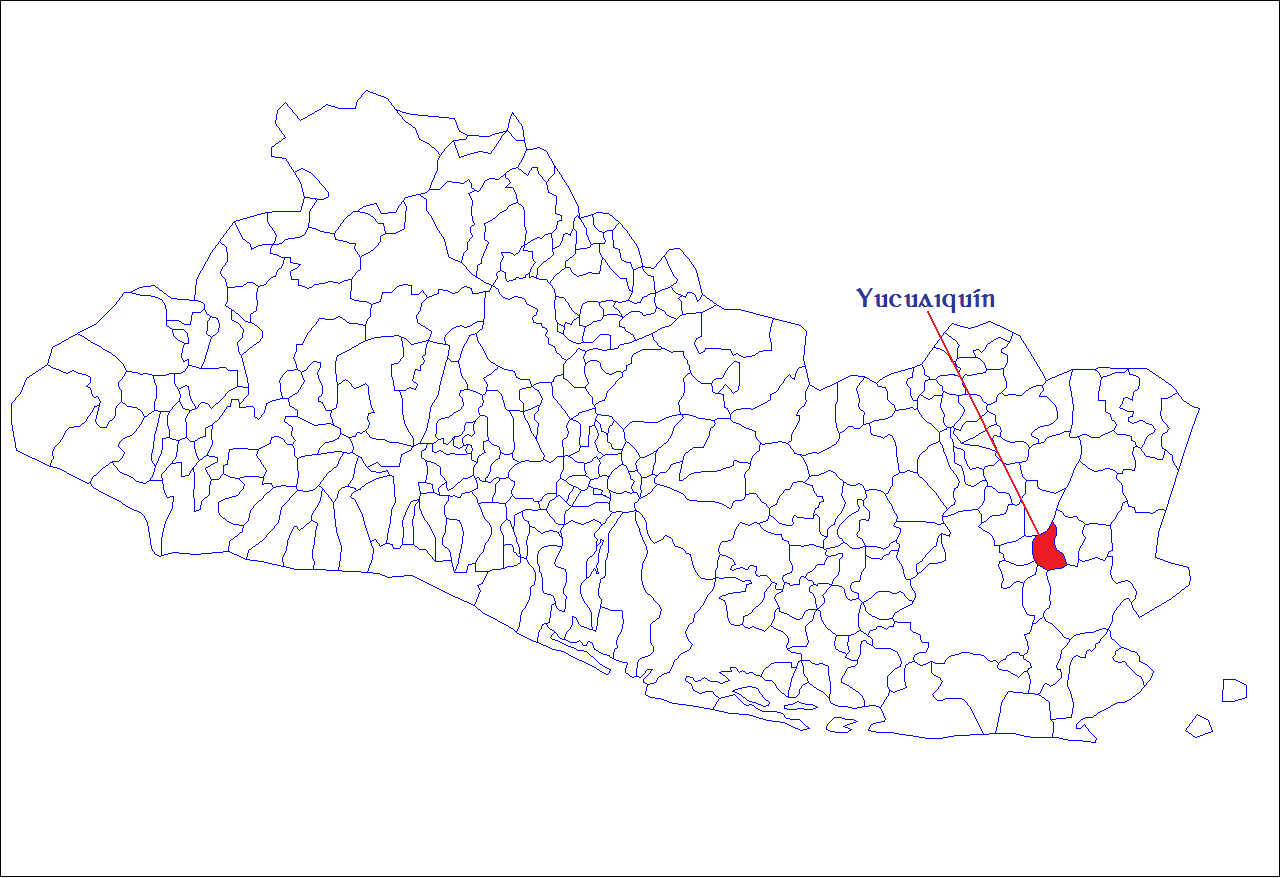